# 目黒橋
目黒橋（めぐろばし）
- 富山県黒部市の黒部川に架かる橋 - 目黒橋 (富山県)
- 東京都目黒区の、目黒川に架かる山手通りの橋。菅刈陸橋が併設されている。